# King Von
Дэйвон Дакуан Беннетт (англ. Dayvon Daquan Bennett; 9 августа 1994, Чикаго, Кук, Иллинойс, США — 6 ноября 2020, Атланта, Фултон, Джорджия, США), более известный под псевдонимом King Von (рус. Кинг Вон), — американский рэпер и гангстер из уличной банды Black Disciples. Он был подписан на лейблы Only the Family и Empire Distribution. Наиболее известен своей серией синглов «Crazy Story» и треком «Took Her to the O». Его дебютный студийный альбом Welcome to O’Block вышел 30 октября 2020 года; через неделю, 6 ноября, King Von был убит во время перестрелки в Атланте.

## Биография

### Ранняя жизнь
Дэйвон родился 9 августа 1994 года в Чикаго, Иллинойс. У него было шесть единокровных братьев и сестёр и единоутробных сиблингов. В основном его воспитывала мать, так как его отец отбывал тюремные заключения. Он был смертельно ранен, когда King Von было 11 лет. До первого ареста Дэйвон учился в Южном пригородном колледже, Саут-Холланд, Иллинойс.
В 16 лет Дэйвон впервые попал в тюрьму. Для него это было лишь началом долгой череды юридических проблем. В 2014 году его обвинили в стрельбе, в результате которой один человек погиб, а другой был ранен. Доказав свою невиновность и выиграв дело, King Von занялся рэпом. Он работал с Lil Durk над синглами, который в конечном итоге подписал его на свой лейбл OTF (Only The Family) Entertainment.

### Карьера
6 декабря 2018 года King Von выпустил сингл «Crazy Story».
14 февраля 2019 года девушка Дэйвона, рэперша Asian Doll, выпустила песню «Grandson», посвящённую ему.
В мае 2019 года был выпущен ремикс на «Crazy Story» при участии Lil Durk, который достиг четвёртого номера в чарте Bubbling Under Hot 100. 13 сентября вышла третья часть «Crazy Story». 9 июля 2019 года Lil Durk и King Von выпустил песню «Like That». 2 сентября вышел сингл «What It’s Like». 19 сентября King Von выпустил дебютный микстейп Grandson, Vol. 1. Он дебютировал под 75 номером в чарте Billboard 200 и 27 в Hip Hop/R&B. 16 ноября 2019 года вышел сингл «2 A.M». 29 ноября был выпущен трек «Rolling» при участии YNW Melly.
6 марта 2020 года вышел второй микстейп Levon James, достигший 63 номера в чарте Billboard 200. 29 апреля King Von выпустил сингл «Grandson for President». 30 октября того же года вышел дебютный студийный альбом Welcome to O'Block, через неделю King Von был убит. 24 декабря Lil Durk выпустил шестой альбом The Voice в память о King Von, который появился на обложке и песне «Still Trappin’».

### Смерть
6 ноября 2020 Беннетт был вовлечён в ссору в ночном клубе в центре Атланты, которая произошла около 3:20 утра по местному времени между двумя группами мужчин, одна из них была связана с американским рэпером Quando Rondo. Между ними началась перестрелка, которую двое полицейских попытались остановить с помощью стрельбы. Два человека, сопровождавшие Беннета, были убиты, и ещё шестеро получили ранения. King Von был доставлен в больницу в критическом состоянии и позже умер в тот же день. На момент смерти ему было 26 лет. 14 ноября 2020 года был похоронен в родном городе Чикаго.
Quando Rondo хранил молчание об инциденте, однако через две недели после перестрелки он выпустил песню «End of Story» (с англ. — «Конец истории»), в которой вспоминает стрельбу и заявляет о своей причастности к ней. Quando Rondo выразил поддержку своему другу Тимоти Ликсу, рэперу, также известному как Lul Tim, обвинённому в убийстве Вона.
Соболезнования выразили Lil Durk, Asian Doll, Calboy, Polo G, Lil Yachty, Desiigner, ASAP Mob и другие. Lil Durk на время деактивировал свой Instagram из-за смерти King Von.
Первый посмертный альбом What It Means To Be King был выпущен 4 марта 2022 года. Вторая посмертная пластинка Grandson вышла 14 июля 2023 года.

## Музыкальный стиль
King Von являлся представителем чикагского дрилла, поджанра хип-хопа, отличающегося тёмной, мрачной подачей и стороной лирического содержания. Эван Ф. Мур из Chicago Sun-Times назвал убийство King Von «поучительной историей дрилла». Критики высокого оценивали сторителлинг Дэйвона, а в Complex он был назван «бесстрашным».
Когда King Von отбывал срок в тюрьме, он писал «запутанные, изобилующие деталями рассказы», именно они повлияли на его уникальный стиль исполнения. Инструменталы Дэйвона содержат тяжёлые барабаны, строгие фортепианные мелодии и готические тона. Пол Томпсон из Vulture считает, что именно они «прочно поместили Von в родословную дрилл-музыки его города».
Песни King Von полны угроз и хвастовства. Их темой часто становятся преступные дела и насилие.
Дэйвон был вдохновлён музыкой Гуччи Мейна, Лила Уэйна, 50 Cent, Jay-Z и Waka Flocka Flame.

## Личная жизнь
У Беннета три ребёнка: один сын и две дочери. Он был в непостоянных отношениях с американской рэпершей Asian Doll, но на момент его смерти они не встречались. King Von являлся членом криминальной группировки Black Disciples. Американский рэпер Chief Keef был одним из лучших друзей Дэйвона, а Calboy — кузеном.

## Проблемы с законом
21 ноября 2012 года Беннетт был арестован и заключён в тюрьму округа Кук за незаконное хранение огнестрельного оружия. 
24 июля 2014 года Беннетт был арестован в связи со стрельбой в мае того же года, в результате которой погиб Малкольм Стаки и двое других мужчин получили ранения. Дэйвону было предъявлено обвинение в покушении на убийство. Стрельба произошла по адресу 5700 Саут-Ласалль в Энглвуде, Чикаго. В 2017 году все обвинения были сняты.
В июне 2019 года Беннетт и Lil Durk были арестованы в связи со стрельбой в Атланте. Прокуратура заявила, что 5 февраля двое мужчин ограбили и застрелили мужчину в Атланте. После нескольких недель в тюрьме оба рэпера были освобождены под залог в 250 000 и 300 000 долларов соответственно.
В июле 2021 года департамент полиции Чикаго выпустил документ, где Дэйвон фигурировал в качестве убийцы члена банды Gangster Disciples Гакиры «K.I.» Барнес в апреле 2014 года.

#### Обвинение в серийном убийстве
В апреле 2023 года, более чем через 2 года после смерти Беннета, режиссёр Trap Lore Ross выпустил на YouTube четырёхчасовой документальный фильм под названием King Von: Rap's First Serial Killer, в котором утверждалось, что Дейвон был серийным убийцей и причастен как минимум к десяти убийствам, включая P5, Modell, Малкольма Стаки и Гакиру «K.I.» Барнес. В дополнение к десяти жертвам он также был задокументирован как заказчик нескольких других убийств. Согласно документальному фильму, основной мотив совершения убийства Беннетом изначально был результатом войны между уличными бандами, но позже они стали совершаться просто для удовольствия. Фильм получил высокую оценку от зрителей и критиков, однако вскоре был удалён с YouTube из-за негативной реакции семьи и поклонников Беннета. Позже он был повторно загружен на платформу.

## Наследие
King Von был включён в список In Memoriam во время 63-й церемонии «Грэмми».
Художник Делайла Мартинес нарисовал мемориальное изображение рэпера напротив жилого комплекса O’Block. Через неделю полиция попросила убрать рисунок.
Редакция журнала Rolling Stone считает, что King Von был «одной из самых многообещающих звёзд рэпа».

## Дискография
Студийный альбом
- Welcome to O’Block (2020)
- What It Means To Be King (2022)
- Grandson (2023)